# Арсенаты
Арсенаты — соли мышьяковой кислоты H3AsO4. По химическим свойствам напоминают фосфаты. В воде растворимы только арсенаты щелочных металлов и аммония.
Кристаллические бесцветные вещества. Известны ортоарсенаты (M3AsO4, часто существуют в виде кислых или основных солей, например, KH2AsO4), пироарсенаты (или диарсенаты, M4As2O7, известны только для натрия, магния и бария), триарсенаты (M5As3O10, известны для натрия и калия), метаарсенаты (MAsO3, с полимерным анионом). Структурные аналоги фосфатов.
Различные арсенаты в большей или меньшей степени ядовиты. Используются в основном для производства антисептиков и инсектицидов, а также красок, предохраняющих от гниения. Арсенат кобальта, представляющий собой розовый порошок, также используется в производстве керамики.
Качественная реакция на арсенат-ион:
{\displaystyle {\mathsf {3AgNO_{3}+Na_{2}HAsO_{4}=Ag_{3}AsO_{4}\downarrow +2NaNO_{3}+HNO_{3}}}},
в результате которой образуется в виде характерный осадок арсената серебра(I):

## Токсичность
Все арсенаты — яды и канцерогены.

## Примеры

### Арсенаты
- Арсенат аммония
- Арсенат калия
- Арсенат натрия
- Арсенат ртути(I)
- Арсенат ртути(II)
- Арсенат аммония-кальция

### Гидроарсенаты
- Гидроарсенат калия
- Гидроарсенат магния
- Гидроарсенат олова(II)
- Гидроарсенат ртути(I,II)
- Гидроарсенат ртути(II)

### Метаарсенаты
- Метаарсенат калия
- Метаарсенит калия

### Тиоарсенаты
- Дитиоарсенат натрия
- Монотиоарсенат натрия